# ルイ (チーズ)
ルイ (Rouy) は乳酸菌を使って熟成させたフランスのウォッシュチーズ。原料は牛乳（殺菌乳）。香りが強く、粘ついている。赤ワインと合う。AOCではない。
製造過程でアナトー色素を加えるので、表面が特徴的なオレンジ色をしている。
9.5cmまたは11cm四方の角の丸い正方形、厚さ2.5cm。その色と形から「黄土色の石畳 (Pavé ocre)」というニックネームで呼ばれることもある。
中は粘り気がある柔らかなペースト状で、スモーキーな刺激臭を有する。クルミ入りパンに良く合う。
発祥はコート＝ドール県（ブルゴーニュ地域圏）で、20世紀に開発された比較的新しい産品である 。
Rouyという名前は開発者の姓である 。
産地はマイエンヌ県（ペイ・ド・ラ・ロワール地域圏） 。長らくSAFRが生産していたが、SAFRは最近ラクタリスに買収され、現在はラクタリス傘下のプレジデントブランドで流通している。